# Bengt Ander
Bengt Göran Ove Ander, född 23 mars 1943 i Sala, är en svensk tecknare och skulptör.
Bengt Ander utbildade sig på Konstfack i Stockholm 1968-71 och på Kungliga konsthögskolan i Stockholm 1971-75. Han var lärare på Konstfack 1978-2002.

## Offentliga verk i urval
- Demolerat urverk 1, trä, 1973, Kvickentorpsskolan i Farsta i Stockholm
- Augusti, väggrelief och väggskulptur i trä, 1982, Sveriges lantbruksuniversitet, Ultuna i Uppsala
- Genombruten väggskulptur i trä på Akademiska sjukhuset i Uppsala
- Genombruten väggskulptur i trä, Östra sjukhuset i Göteborg
- Trärelief för Horndals församlingshem